# アイム・ゴナ・ゲッチャ・グッド
「アイム・ゴナ・ゲッチャ・グッド (I'm Gonna Getcha Good!) 」はカナダのカントリーポップシンガーのシャナイア・トゥエインの楽曲。この楽曲は、彼女の4枚目のアルバムである『アップ』に収録された曲で、同アルバムからの最初のシングルとして2002年9月23日にリリースされた。各国の週間シングルチャートではカナダ、ルーマニアで1位、イギリス、ニュージーランド、ノルウェーで4位を記録した。